# Hamptjärnen (Näs socken, Jämtland)
Hamptjärnen är en sjö i Östersunds kommun i Jämtland och ingår i Indalsälvens huvudavrinningsområde.